# Distretto di Na Yong
Il distretto di Na Yong (in thailandese: นาโยง) è un distretto (amphoe) della Thailandia, situato nella provincia di Trang.